# مات أوثيك
مات أوثيك (بالإنجليزية: Matt Othick)‏ مواليد 16 مارس 1969 في كلوفيس، هو لاعب كرة سلة أمريكي معتزل. حمل الرقم 12. يبلغ طوله 6 قدم 2 بوصة (1.9 م). لعب كرة السلة الجامعية في جامعة أريزونا. لعب مع سان أنطونيو سبرز في الرابطة الوطنية لكرة السلة.

## روابط خارجية
- مات أوثيك على موقع إن بي أي (الإنجليزية)
- مات أوثيك على موقع سبورتس رفرنس (الإنجليزية)
- مات أوثيك على موقع كلية كرة السلة في سبورتس رفرنس.كوم (الإنجليزية)
- مات أوثيك على موقع ريلجم (الإنجليزية)
- مات أوثيك على موقع بروبوليرز (الإنجليزية)